# Timi Hansen
Timi Holm Hansen, poznatiji pod umjetničkim imenom Grabber, (Frederiksberg, Danska, 28. listopada 1958. – 4. studenoga 2019.) bio je danski basist. Svirao je u danskom heavy metal sastavom Mercyful Fate od 1981. do 1985. i od 1992. do 1993. te u njegovom nasljednom projektu King Diamond od 1985. do 1987.

## Životopis
Glazbenu karijeru započeo je u punk sastavu Brats u kojem su svirali i Hank Shermann i King Diamond. Godine 1981. sastav se raspao i njegovi članovi osnivaju Mercyful Fate.
Kad se Mercyful Fate raspao, Hansen se s Michaelom Dennerom pridružio samostalnom sastavu King Diamond. Napustio ga je nakon turneje albuma Abigail. Godine 1988. s Hankom Shermannom i Michaelom Dennerom osnovao je sastav Lavina koji je objavio jedan album.
Godine 1993. Mercyful Fate ponovo se aktivirao. Nakon albuma In the Shadows Hansen je sastav 1994. ponovo napustio. Radije je svirao prstima nego trzalicom.
Dana 1. kolovoza 2019., King Diamond je najavio da će Mercyful Fate svirati na Copenhellu i na nekim koncertima turneje, ali Hansen nije htio prisustvovati i zamijenio ga je Joey Vera. Preko Livije Zite objasnio je da se bori protiv raka. Hansen je umro 4. studenoga 2019., tjedan dana nakon svog 61. rođendana.

## Diskografija
S Mercyful Fateom
- Mercyful Fate (1982.)
- Melissa (1983.)
- Don't Break the Oath (1984.)
- The Beginning (1987.)
- Return of the Vampire (1992.)
- In the Shadows (1993.)
- The Bell Witch (1994.)
- The Best of Mercyful Fate (2003.)

S Kingom Diamondom
- No Presents for Christmas (1985.)
- Fatal Portrait (1986.)
- Abigail (1987.)
- The Dark Sides (1989.)
- In Concert 1987: Abigail (1991.)
- A Dangerous Meeting (1992.)
- The Best of King Diamond (2003.)
- Dreams of Horror (2014.)